# 和良辉
和良辉（1962年8月—），男，纳西族，云南丽江人，中华人民共和国政治人物。云南民族学院数学专业、中央党校世界经济专业毕业，在职研究生学历。中华人民共和国政治人物，第十二届全国人民代表大会云南地区代表。

## 生平
1984年12月加入中国共产党，1985年8月参加工作。曾任中共丽江市委常委、古城区委书记，迪庆州委常委、常务副州长。2009年12月任丽江市代市长，2010年2月当选丽江市人民政府市长。2013年，担任全国人大代表。2014年5月，任云南省商务厅厅长、党组书记。2018年1月30日，当选云南省人民政府副省长。2023年1月14日，当选云南省政协副主席，卸任云南省副省长职务。